# Jean Van Guysse
Jean Van Guysse is een Belgisch voormalig gymnast.

## Levensloop
Van Guysse nam deel aan de Olympische zomerspelen van 1908 te Londen. Hij werd er 44e in de individuele all-around.
Tevens maakte hij deel uit van het Belgisch team dat op de Olympische zomerspelen van 1920 te Antwerpen zilver won in het onderdeel artistieke gymnastiek. Voorts bestond het team uit: Eugenius Auwerkerken, François Claessens, Augustus Cootmans, Frans Gibens, Albert Haepers, Domien Jacob, Félicien Kempeneers, Jules Labéeu, Hubert Lafortune, Auguste Landrieu, Charles Lannie, Théophile Bauer, Nicolaas Moerloos, Ferdinand Minnaert, Constant Loriot, Louis Stoop, Alphonse Van Mele, François Verboven, Jean Verboven, Julien Verdonck, Joseph Verstraeten, Georges Vivex en Julianus Wagemans.